# Кубилюс, Йонас Пятрович

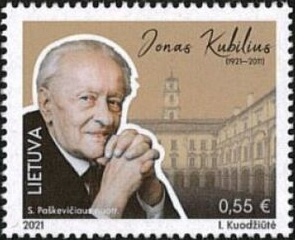
Портрет Йонаса Кубилюса на фоне Большого двора Вильнюсского университета, его подпись и годы жизни на почтовой марке Литвы 2021 года, посвящённой 100-летию со дня его рождения

Йо́нас Куби́люс (лит. Jonas Kubilius, 27 июля 1921, дер. Фермос, Юрбаркский район — 30 октября 2011) — литовский математик, основоположник и руководитель литовской научной школы теории вероятностей и теории чисел; доктор физико-математических наук (1958), академик Академии наук Литовской ССР (1962), ректор Вильнюсского государственного университета (1958—1991), президент Общества математиков Литвы; заслуженный деятель науки Литовской ССР (1959), заслуженный деятель культуры Литовской ССР (1981), лауреат Государственной премии Литовской ССР (1958), Герой Социалистического Труда (1969); отец математика Кястутиса Кубилюса.

## Биография
Родился в деревне Фермос (Юрбаркский район). В 1928 — 1932 годах учился в начальной школе в Руткишкес, в 1932 — 1935 годах — в прогимназии в Эржвилкасе, затем в гимназии в Расейняй (1935—1940). Неплохо выучив в гимназии латинский язык, Кубилюс впоследствии в торжественных случаях часто обращался к гостям по-латински, даже в последние годы жизни его лекции по теории вероятностей и математической статистике на математическом факультете Вильнюсского университета изобиловали цитатами на латинском языке.
В 1940—1943 и 1945—1946 годах учился в Вильнюсском университете (в перерыве в 1944—1945 годах работал учителем в средней школе Эржвилкаса). В 1945—1948 годах работал ассистентом лаборатории Вильнюсского государственного университета и одновременно в 1946—1948 директором подготовительных курсов. Затем продолжил образование и научную работу в аспирантуре Ленинградского государственного университета (1948—1951) под руководством Ю. В. Линника. С научным руководителем он разговаривал на немецком и французском языках, которые выучил в гимназии, однако впоследствии, по его словам, «жизнь научила» и русскому языку:155. Впрочем, какое-то время он изучал русский язык ещё в первые годы учёбы в Вильнюсском университете.
С 1951 года работал в Вильнюсском государственном университете старшим преподавателем, затем доцентом. Одновременно с 1952 года работал научным сотрудником в секторе физики, математики и астрономии Института физики и техники Академии наук Литовской ССР. При преобразовании в 1956 году Института физики и техники в три научно-исследовательских института на базе сектора физики, математики и астрономии был основан Институт физики и математики (впоследствии реорганизованный в два научных учреждения — Институт математики и кибернетики и Институт физики; 1977), в котором Кубилюс стал заведующим сектором и заместителем директора института.
Доктор физико-математических наук (1957), профессор (1960). Тема его докторской диссертации, подготовленной при Математическом институте имени В. А. Стеклова и ставшей первой докторской диссертацией из области математики в Литве: «Некоторые исследования по вероятностной теории чисел». В 1958 году стал ректором Вильнюсского государственного университета и занимал эту должность до 1991 года; одновременно в 1958—1992 годах заведующий кафедрой теории вероятностей и теории чисел Вильнюсского университета. В 1962—1992 годах член президиума Академии наук Литовской ССР (после 1991 года Академии наук Литвы). В 1959—1979 годах депутат Верховного Совета Литовской ССР, депутат Совета Национальностей Верховного Совета СССР 10-11 созывов (1979—1989) от Литовской ССР. В 1989—1990 году участник Съезда народных депутатов СССР. В 1992—1996 годах член Сейма Литовской Республики (избран от списка Демократической партии труда Литвы).
Похоронен на Антокольском кладбище в Вильнюсе.

## Награды и звания
- Герой Социалистического Труда (1969)
- 2 ордена Ленина (1961, 1969)
- орден Трудового Красного Знамени
- командор ордена Великого князя Литовского Гядиминаса (10 февраля 1993)[8]
- Заслуженный деятель науки Литовской ССР (1959)
- Государственная премия Литовской ССР (1958)
- Заслуженный деятель культуры Литовской ССР (1981)
- Медаль им. С. И. Вавилова (1983)
- Почётный доктор Грейфсвальдского университета (1981), пражского Карлова университета (1982), Латвийского (1989) и Зальцбургского (1992) университетов[9]
- Лауреат премии Фонда Сантарве
- Почётный гражданин самоуправления Юрбаркского района (2009)
- Медаль имени Зигмантаса Жямайтиса (скульптор Антанас Жукаускас), вручаемая по решению правления Математического общества Литвы за заслуги перед просвещением, культурой, наукой.[10]

## Научная деятельность
Основные труды по теории чисел; опубликовал свыше 1000 статей. Автор монографии «Вероятностные методы в теории чисел» (Вильнюс, 1959; перевод на английский язык 1964, неоднократно переиздавался) — развития темы и результатов его докторской диссертации 1957 года, цикла работ по многомерной аналитической теории чисел и метрическим вопросам теории диофантовых приближений, учебников для высшей школы, статей по истории математики и науки, соавтор и редактор сборников задач для олимпиад юных математиков (1955, 1957, 1962, 1972). Председатель редакционной коллегии трёхтомной «Истории Вильнюсского университета» („Vilniaus universiteto istorija“, 1976—1979; совместно с другими Государственная премия Литовской ССР, 1981), член редакционной коллегии «Словаря математических терминов» („Matematikos terminų žodynas“, 1994). Читал лекции в университетах Австрии, Германии, Индии, Италии, Канады, США, Финляндии, Франции и других стран.

## Монографии и учебники
- Вероятностные методы в теории чисел. Вильнюс: Госполитнаучиздат, 1959. 162, [5].
- Вероятностные методы в теории чисел. Второе дополненное издание. Вильнюс: Госполитнаучиздат, 1962. 221 с.
- Probabilistic methods in the theory of numbers, Providence (R.I.), 1964, XVII, 182 p. (Transl. of Math. Monogr. / Amer. Math. Soc.; 11); 2-nd print, 1968; 3-d print with corr., 1978; 4th printing, 1992; 5th printing 1997. — 182 p.
- Realaus kintamojo funkcijų teorija: Vadovėlis resp. aukšt. mokyklų matematikos spec. studentams, Vilnius, 1970, 284 p.
- Tikimybių teorija ir matematinė statistika: Vadovėlis resp. aukšt. m-klų matematikos spec., Vilnius: Mokslas, 1979, 403 p.
- Tikimybių teorija ir matematinė statistika: Vadovėlis, Antrasis pataisytas ir papildytas leidimas, Vilnius: Vilniaus universiteto leidykla, 1996, 439 p.
- Ribinės teoremos, Vilnius: Vilniaus universiteto leidykla, 1998, 192 p.

## Статьи
- Kubilius Jonas. Profesorius Zigmas Žemaitis. Trumpa biografinė apybraiža // Profesorius Zigmas Žemaitis. Bibliografinė rodyklė ir fotografijų rinkinys. — Vilnius: Vilniaus universiteto leidykla, 2008. — С. 13—24. — 196 с. — (Fontes Historiae Universitatis Vilnensis). — ISBN 978-9955-33-245-9.